# Dutywa

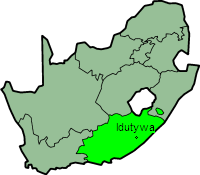
Dutywa (förr Idutywa) markerat på karta över Sydafrika.

Dutywa (fram till 2004 Idutywa) är en ort i Östra Kapprovinsen i Sydafrika, tidigare del av bantustanen Transkei. Folkmängden uppgick till 11 076 invånare vid folkräkningen 2011. Dutywa är födelseplatsen för den tidigare presidenten Thabo Mbeki som kom till makten 1999. Dutywa ligger 35 km norr om Butterworth längs vägen N2. Dutywa ligger i kommunen Mbhashe som tillhör distriktet Amathole.

## Historia
Orten grundades 1858 som ett militärfort efter en dispyt mellan KwaZulu-Natal och lokalbefolkningen. Namnet betyder "plats för oreda" på Xhosaspråk. Orten blev till 1884 och blev kommun 1913.